# Crkva sv. Jakoba u Ljubljani
Crkva sv. Jakoba je barokna crkva na Levstikovu trgu u Ljubljani.
Prvotno se na njenu mjestu nalazila starija gotička crkva augustinskog samostana podignuta 1491. – 1555. godine. Isusovci su ondje 1598. započeli izgradnju isusovačkog kolegija. Godine 1613. – 1615. podignuta je nova crkva sv. Jakoba u baroknom stilu. To je dvoranska crkva s četiri para bočnih kapela.
Godine 1667. – 1670. bočnoje prigrađena osmerokutna kapela sv. Franje Ksavera, bogato ukrađena štukaturom. Crkva je opremljena oltarima ljubljanske kiparske radionice Luke Misleja, koji se pripisuju kiparima venecijanske škole Angelu Puttiju, Jacopu Contieru, Francescu Robbi i drugima.
Crkva je značajno obnovljena nakon potresa 1895. godine. Pročelje je u današnjom obliku u 19. stoljeću obnovio arhitekt Raimund Jeblinger iz Linza.